# 经验证据
经验证据（英語：empirical evidence）又称實徵證據，是通过感官接收到的信息，特别是通过实验而观察和记录到的模式和行为。此术语源自古希腊语“经验”（羅馬化：empeiría）一词。
从伊曼努尔·康德开始，哲学上通常将如此获得的知识称为后验知识（与先验知识相对）。

## 含义
经验证据是用以查证一个断言是真（即精确符合现实）还是假（不准确）的信息。按经验主义的观点，一个人的知识只能从经验证据出发得来（虽然也有经验主义者相信存在其它获取知识的途径）。这与理性主义的观点是对立的，后者认为，仅仅是理性（reason）和省思便可作为断定某些命题之真假的证据。经验证据是从观察和实验中获得的信息，形式上来说是数据记录，可作为（由比如说科学家来做）进一步分析的对象。这是由经验证据构成的第一手来源。第二手来源则对第一手来源进行描述、讨论、解释、评论、分析、评价、概括，以及加工。第二手来源在形式上可以是报纸或普及型刊物上的文章，书评和影评，抑或是学术期刊上发表的对其他作者的原创研究进行讨论和评价的文章。
科学上，“经验的”在某些语境中的意思是“实验的”，此时一个经验结果指的就是一个实验观察结果。在这样的语境中，“半经验的”这个提法被用以形容某些理论方法，其部分使用基本公理或假定的科学定律，杂以实验结果。这样的方法对立于理论性的“从头算”方法，后者纯用演绎法，并完全基于第一性原理。从头算方法及半经验方法的典型例子可以在计算化学中见到。
在科学上，一种假说需要拿到经验证据，才有可能为科学共同体所接受。按科学方法来作出这种核验的标准流程是：提出假说，设计实验，同行评议，结果复现，会议宣讲，最后在期刊发表。这个过程要求假说以严格的形式呈现（通常是以数学来表述），有实验约束和控制（须以标准的实验装置来完成），并且在测量方式上有共识。
依赖经验证据的陈述和论证往往被称作是后验（“跟随经验”）的，从而有别于先验（先于经验）。先验的知识或论证与体验无关（例如“所有的单身汉都没结婚”），而后验的知识和论证则依赖体验或经验证据（例如“某些单身汉很快乐”）。将先验与后验的区分等同于经验知识与非经验知识的区分，这种观念来自康德的《纯粹理性批判》。
若以标准的实证主义观点来看待通过经验手段获取的信息，则观察、体验以及实验在相互竞争的理论之间扮演了中立仲裁者的角色。然而自20世纪60年代以来，一种主要是由托马斯·库恩所提出的批评观点坚持认为，这些方法会受到先前的信念及体验的影响。其结果就是，无法指望当两名科学家就同一事件进行观察、体验或实验时，他们会作出同等中立于理论的观察。让观察扮演中立于理论的仲裁者或许是办不到的。若观察依赖于理论，则意味着即使在推理和诠释的方法上能够取得一致，科学家们仍有可能为经验数据的性质而争执起来。

## 脚注
1. ↑  https://terms.naer.edu.tw/detail/b8700c25e1623e13b7afac88ded67e04/
2. ↑  吳嫻. . 生命教育研究. 2018, 10 (2): 1–27  [2023-09-09]. doi:10.3966/207466012018121002001. （原始内容存档于2023-01-29）.
3. ↑  Pickett 2006，第585頁
4. 1 2  Feldman 2001，第293頁
5. ↑  Craig 2005，第1頁
6. ↑  Kuhn 1970
7. ↑  Bird 2013